# 루흐나마

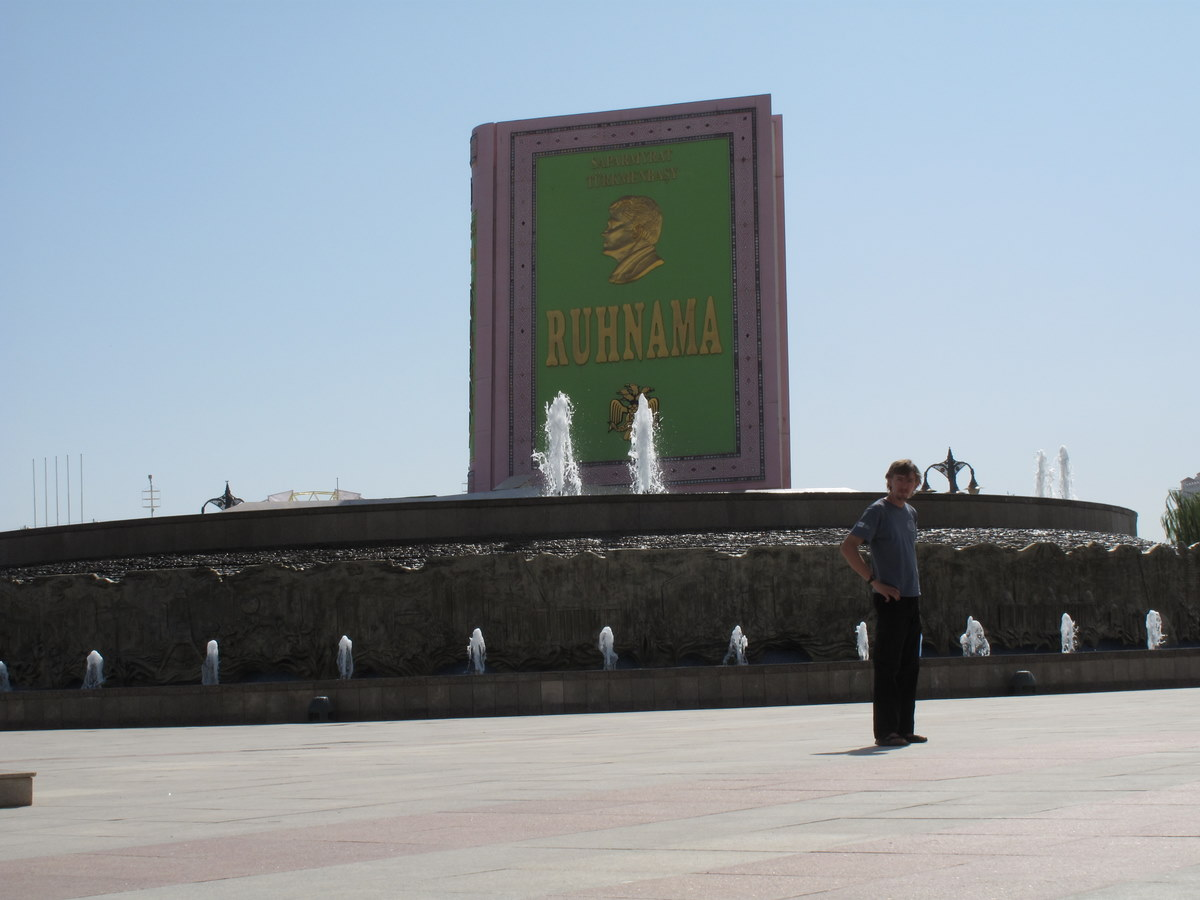
아시가바트에 세워진 루흐나마 기념비

《루흐나마》(투르크멘어: Ruhnama)는 투르크메니스탄의 종신 대통령을 역임했던 사파르무라트 니야조프가 자서전 형식으로 쓴 책으로 2001년에 처음 출간되었다. 루흐나마는 "영혼의 책"을 뜻하는데 아랍어로 "영혼"을 뜻하는 '루흐'(아랍어: روح, rūḥ)와 페르시아어로 "편지" 또는 "책"을 뜻하는 '나메'(페르시아어: نامه, nāmeh)의 합성어다.
이 책은 러시아어, 중국어, 영어, 튀르키예어, 일본어, 페르시아어, 한국어 등 40개 이상의 언어로 번역되어 출판되었으며 시각 장애인을 위해 음성판, 점자판도 출판되었다. 2001년에 1권이 출간되었고 2004년에 2권이 출간되었다. 2006년에는 100만 부를 돌파하였다.
니야조프는 2006년 3월에 방송된 텔레비전 프로그램에서 이 책을 하루에 세 번 읽으면 천국에 간다고 선전했으며 투르크메니스탄에서는 이 책이 쿠란, 성경과 같은 책으로 취급받기도 하였다. 니야조프는 가장 먼저 이 책을 전국의 모든 학교와 도서관에 비치하도록 지시했으며 학교 및 대학 입학 시험, 공무원 자격 시험, 운전 면허 시험 등에서 이 책에 관한 시험 문제를 출제하도록 지시했다.
투르크메니스탄의 모든 학교에서는 이 책에 대한 교육이 의무적으로 진행되었고 학교와 도서관, 정부 기관에서는 이 책을 읽는 것이 의무화되었다. 또한 새로 임명된 투르크메니스탄의 공무원들은 의무적으로 이 책의 내용에 관한 면접을 받았다.

## 같이 보기
- 나의 투쟁
- 마오 주석 어록
- 녹색서